# Chheskam
Chheskam (Nepali छेस्काम) ist ein Village Development Committee (VDC) im Distrikt Solukhumbu der Verwaltungszone Sagarmatha in Ost-Nepal.
Das VDC Chheskam liegt im Hochhimalaya, 35 km südlich vom Mount Everest. Es erstreckt sich über das obere Flusstal des Honku Drangka und wird vom Naulekh im Westen sowie vom Chamlang im Osten eingerahmt.

## Einwohner
Das VDC Chheskam hatte bei der Volkszählung 2011 3767 Einwohner (davon 1810 männlich) in 809 Haushalten.